# フオックソン県

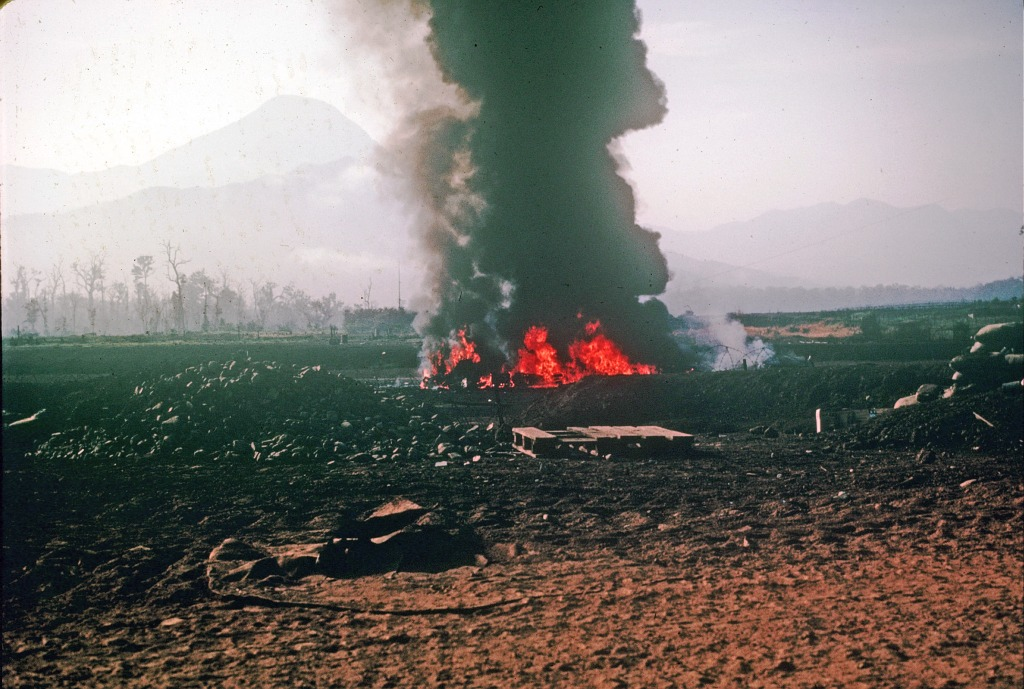
ベトナム戦争時の写真(:en:Battle of Kham Duc)

フオックソン県（フオックソンけん、ベトナム語：Huyện Phước Sơn / 縣福山?）は、ベトナム社会主義共和国クアンナム省の県である。面積は1,142.38 km²、人口は23,570人（2018年）である。

## 行政区画
1市鎮11社から構成される。